# Cabalzarite
La cabalzarite est un minéral arséniate très rare du groupe de la tsumcorite, de formule chimique CaMg2(AsO4)2·2H2O (où le magnésium (Mg) peut être remplacé par des éléments mineurs comme Al et Fe3+).
Elle se présente sous les habitus de cristaux blancs à ocre, isolés (jusqu'à 1 mm), d'agrégats polycristallins complexes (jusqu'à 2 mm), de cristaux fibreux à tabulaires formant des agrégats rayonnants (jusqu'à 5 mm) et d'agrégats d'aiguilles parallèles remplissant les veinules.
Elle a été trouvée en 1972 dans le minerai de manganèse des radiolarites, limité à un affleurement de 1 m2, dans la mine de manganèse abandonnée de Falotta, dans le canton des Grisons en Suisse. La cabalzarite y est associée au quartz, à l'adulaire, à la kutnohorite, à la tilasite, à la grischunite, à l'arséniosidérite, à la tripuhyite, aux oxyhydroxyde de manganèse (ranciéite-takanélite), et à l'arsénogoyazite.
Son nom rend hommage à Walter Cabalzar (1919-2007), minéralogiste amateur de Coire en Suisse.  

## Chimie
La masse moléculaire de la maille élémentaire est comprise entre 409,96 et 413,71 uma.
| Composition | Composition |
| ----------- | ----------- |
| Calcium     | 9,69 %      |
| Magnésium   | 4,70 %      |
| Manganèse   | 0,66 %      |
| Aluminum    | 5,22 %      |
| Fer         | 4,05 %      |
| Arsenic     | 36,22 %     |
| Hydrogène   | 0,79 %      |

Optiquement, le minéral n'est pas homogène et montre une extinction oblique ou en mosaïque.

## Gisements et formation
La cabalzarite fait partie de la variété de minéraux formés à haute température contenant du Ba, du Mn, du Pb et/ou du Zn, comprenant des gisements métamorphiques de contact et régionaux, apparus au cours de processus dans la croûte continentale (mode paragénétique 32). 
Elle peut s'être formée aussi après la Grande Oxydation comme minéral secondaire dans des environnements d'altération à basse température en contact avec une atmosphère oxygénée (mode 47a et 47d).
Avec d'autres arséniates, la cabalzarite documente la mobilité de l'arsenic pendant le stade rétrograde du métamorphisme alpin tertiaire dans des couches inférieures de faciès de schiste vert.
La base de données minéralogiques Mindat.org recense trois gisements en 2024 : sa localité type en Suisse, la mine Aghbar dans le caïdat de Tansifte au Maroc et la mine Monte Nero à Rocchetta di Vara en Italie.